# Shelly Peiken
Shelly Peiken es una compositora de canciones estadounidense. Es conocida por componer algunas de las canciones de Jessie J.